# Strisores
Strisores è un clade di uccelli che include le famiglie viventi e gli ordini Caprimulgidae (succiacapre e affini), Nyctibiidae (nittibi), Steatornithidae (guaciaro), Podargidae (podargo), Apodiformes (rondoni e colibrì), così come gli Aegotheliformes le cui parentele sono state solo recentemente scoperte. Gli Apodiformes (che comprendono i "Trochiliformes" della tassonomia di Sibley-Ahlquist) e gli Aegotheliformes formano i Daedalornithes.

## Sistematica
Le prove materiali per la costruzione di questo gruppo sono molto ambigue; gli Strisores più antichi erano uccelli arboricoli piuttosto anonimi, anche se alcuni di loro mostravano già arti inferiori particolarmente apomorfi, sebbene non si conoscano forme risalenti al Cretaceo, che indichino quando questo adattamento è stato adottato. Il torpore e altre peculiarità metaboliche sono molto comuni in questo gruppo, forse più spesso che in qualsiasi altro lignaggio di uccelli. Le sinapomorfie che definiscono questo clade sono le ossa mascellari separate da una grossa spaccatura, una mandibola con pars symphysialis molto corti, e rami mandibolari molto sottili nella loro metà distale.

### Evoluzione

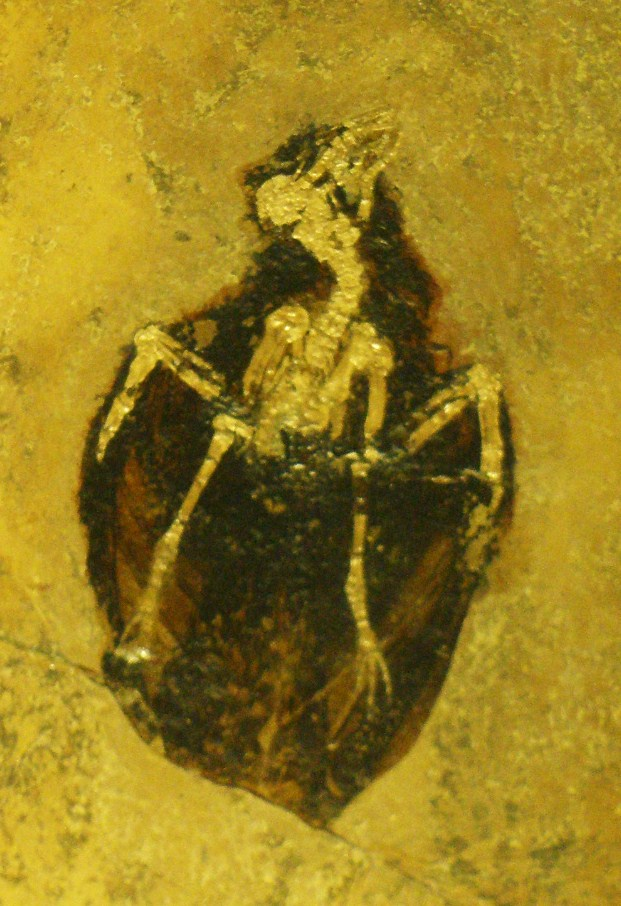
Hassiavis laticauda, fossile ritrovato nel pozzo di Messel

Le relazioni filogenetiche di Parvicuculus e Procuculus, entrambi risalenti Eocene inferiore, dal bacino del Mare del Nord meridionale, sono tuttora irrisolte, sebbene entrambi i taxon presentino alcune somiglianze con i cypselomorfi.
Le prove fossili sono abbastanza coerenti in questo gruppo. Nel corso di circa 20 milioni di anni, in tutto l'Eocene, la diversità attuale (così come alcuni lignaggi completamente estinti) si dispiega lentamente. A metà dell'Oligocene, circa 30 milioni di anni fa, i lignaggi corona erano già presenti e si erano già adattati alle loro attuali nicchie ecologiche.
Secondo la distribuzione dei fossili, la radiazione di questo clade avvenne nel Paleogene e sembra aver avuto origine in Asia, che a quel tempo era un paesaggio altamente frammentato mentre l'Himalaya si innalzava e lo Stretto di Turgai iniziava a scomparire.
Diversi taxa fossili sono posizionati provvisoriamente qui come basali o incertae sedis:
- Eocypselus (Paleocene superiore o Eocene inferiore)
- Paraprefica (Eocene inferiore?)
- Archaeotrogonidae (Eocene inferiore dell'Inghilterra? - Eocene superiore/Oligocene inferiore della Francia)
- Hassiavis (Eocene medio di Messel, Germania) - Archaeotrogonidae?
- Protocypselomorphus (Eocene medio di Messel, Germania)

## Classifica
Le relative famiglie sono: Aegothelidae, Caprimulgidae, Nyctibiidae, Podargidae e Steatornithidae. Di seguito un cladogramma che si basa sugli studi di Prum, R.O. et al. (2015):
|  | Steatornithidae (guaciaro) |
|  |                            |
|  | Nyctibiidae (nittibi)      |
|  |                            |

|  | \| \| Hemiprocnidae \| \| \| \| \| \| Apodidae (rondini e rondoni) \| \| \| \| |
|  |                                                                                |
|  | Trochilidae (colibrì)                                                          |
|  |                                                                                |
|  | Hemiprocnidae                                                                  |
|  |                                                                                |
|  | Apodidae (rondini e rondoni)                                                   |
|  |                                                                                |

|  | Hemiprocnidae                |
|  |                              |
|  | Apodidae (rondini e rondoni) |
|  |                              |

|  | \| \| Hemiprocnidae \| \| \| \| \| \| Apodidae (rondini e rondoni) \| \| \| \| |
|  |                                                                                |
|  | Trochilidae (colibrì)                                                          |
|  |                                                                                |
|  | Hemiprocnidae                                                                  |
|  |                                                                                |
|  | Apodidae (rondini e rondoni)                                                   |
|  |                                                                                |

|  | Hemiprocnidae                |
|  |                              |
|  | Apodidae (rondini e rondoni) |
|  |                              |

|  | \| \| Hemiprocnidae \| \| \| \| \| \| Apodidae (rondini e rondoni) \| \| \| \| |
|  |                                                                                |
|  | Trochilidae (colibrì)                                                          |
|  |                                                                                |
|  | Hemiprocnidae                                                                  |
|  |                                                                                |
|  | Apodidae (rondini e rondoni)                                                   |
|  |                                                                                |

|  | Hemiprocnidae                |
|  |                              |
|  | Apodidae (rondini e rondoni) |
|  |                              |

|  | \| \| Hemiprocnidae \| \| \| \| \| \| Apodidae (rondini e rondoni) \| \| \| \| |
|  |                                                                                |
|  | Trochilidae (colibrì)                                                          |
|  |                                                                                |
|  | Hemiprocnidae                                                                  |
|  |                                                                                |
|  | Apodidae (rondini e rondoni)                                                   |
|  |                                                                                |

|  | Hemiprocnidae                |
|  |                              |
|  | Apodidae (rondini e rondoni) |
|  |                              |

|  | Steatornithidae (guaciaro) |
|  |                            |
|  | Nyctibiidae (nittibi)      |
|  |                            |

|  | \| \| Hemiprocnidae \| \| \| \| \| \| Apodidae (rondini e rondoni) \| \| \| \| |
|  |                                                                                |
|  | Trochilidae (colibrì)                                                          |
|  |                                                                                |
|  | Hemiprocnidae                                                                  |
|  |                                                                                |
|  | Apodidae (rondini e rondoni)                                                   |
|  |                                                                                |

|  | Hemiprocnidae                |
|  |                              |
|  | Apodidae (rondini e rondoni) |
|  |                              |

|  | \| \| Hemiprocnidae \| \| \| \| \| \| Apodidae (rondini e rondoni) \| \| \| \| |
|  |                                                                                |
|  | Trochilidae (colibrì)                                                          |
|  |                                                                                |
|  | Hemiprocnidae                                                                  |
|  |                                                                                |
|  | Apodidae (rondini e rondoni)                                                   |
|  |                                                                                |

|  | Hemiprocnidae                |
|  |                              |
|  | Apodidae (rondini e rondoni) |
|  |                              |

|  | \| \| Hemiprocnidae \| \| \| \| \| \| Apodidae (rondini e rondoni) \| \| \| \| |
|  |                                                                                |
|  | Trochilidae (colibrì)                                                          |
|  |                                                                                |
|  | Hemiprocnidae                                                                  |
|  |                                                                                |
|  | Apodidae (rondini e rondoni)                                                   |
|  |                                                                                |

|  | Hemiprocnidae                |
|  |                              |
|  | Apodidae (rondini e rondoni) |
|  |                              |

|  | \| \| Hemiprocnidae \| \| \| \| \| \| Apodidae (rondini e rondoni) \| \| \| \| |
|  |                                                                                |
|  | Trochilidae (colibrì)                                                          |
|  |                                                                                |
|  | Hemiprocnidae                                                                  |
|  |                                                                                |
|  | Apodidae (rondini e rondoni)                                                   |
|  |                                                                                |

|  | Hemiprocnidae                |
|  |                              |
|  | Apodidae (rondini e rondoni) |
|  |                              |

|  | Steatornithidae (guaciaro) |
|  |                            |
|  | Nyctibiidae (nittibi)      |
|  |                            |

|  | \| \| Hemiprocnidae \| \| \| \| \| \| Apodidae (rondini e rondoni) \| \| \| \| |
|  |                                                                                |
|  | Trochilidae (colibrì)                                                          |
|  |                                                                                |
|  | Hemiprocnidae                                                                  |
|  |                                                                                |
|  | Apodidae (rondini e rondoni)                                                   |
|  |                                                                                |

|  | Hemiprocnidae                |
|  |                              |
|  | Apodidae (rondini e rondoni) |
|  |                              |

|  | \| \| Hemiprocnidae \| \| \| \| \| \| Apodidae (rondini e rondoni) \| \| \| \| |
|  |                                                                                |
|  | Trochilidae (colibrì)                                                          |
|  |                                                                                |
|  | Hemiprocnidae                                                                  |
|  |                                                                                |
|  | Apodidae (rondini e rondoni)                                                   |
|  |                                                                                |

|  | Hemiprocnidae                |
|  |                              |
|  | Apodidae (rondini e rondoni) |
|  |                              |

|  | \| \| Hemiprocnidae \| \| \| \| \| \| Apodidae (rondini e rondoni) \| \| \| \| |
|  |                                                                                |
|  | Trochilidae (colibrì)                                                          |
|  |                                                                                |
|  | Hemiprocnidae                                                                  |
|  |                                                                                |
|  | Apodidae (rondini e rondoni)                                                   |
|  |                                                                                |

|  | Hemiprocnidae                |
|  |                              |
|  | Apodidae (rondini e rondoni) |
|  |                              |

|  | \| \| Hemiprocnidae \| \| \| \| \| \| Apodidae (rondini e rondoni) \| \| \| \| |
|  |                                                                                |
|  | Trochilidae (colibrì)                                                          |
|  |                                                                                |
|  | Hemiprocnidae                                                                  |
|  |                                                                                |
|  | Apodidae (rondini e rondoni)                                                   |
|  |                                                                                |

|  | Hemiprocnidae                |
|  |                              |
|  | Apodidae (rondini e rondoni) |
|  |                              |

|  | Steatornithidae (guaciaro) |
|  |                            |
|  | Nyctibiidae (nittibi)      |
|  |                            |

|  | \| \| Hemiprocnidae \| \| \| \| \| \| Apodidae (rondini e rondoni) \| \| \| \| |
|  |                                                                                |
|  | Trochilidae (colibrì)                                                          |
|  |                                                                                |
|  | Hemiprocnidae                                                                  |
|  |                                                                                |
|  | Apodidae (rondini e rondoni)                                                   |
|  |                                                                                |

|  | Hemiprocnidae                |
|  |                              |
|  | Apodidae (rondini e rondoni) |
|  |                              |

|  | \| \| Hemiprocnidae \| \| \| \| \| \| Apodidae (rondini e rondoni) \| \| \| \| |
|  |                                                                                |
|  | Trochilidae (colibrì)                                                          |
|  |                                                                                |
|  | Hemiprocnidae                                                                  |
|  |                                                                                |
|  | Apodidae (rondini e rondoni)                                                   |
|  |                                                                                |

|  | Hemiprocnidae                |
|  |                              |
|  | Apodidae (rondini e rondoni) |
|  |                              |

|  | \| \| Hemiprocnidae \| \| \| \| \| \| Apodidae (rondini e rondoni) \| \| \| \| |
|  |                                                                                |
|  | Trochilidae (colibrì)                                                          |
|  |                                                                                |
|  | Hemiprocnidae                                                                  |
|  |                                                                                |
|  | Apodidae (rondini e rondoni)                                                   |
|  |                                                                                |

|  | Hemiprocnidae                |
|  |                              |
|  | Apodidae (rondini e rondoni) |
|  |                              |

|  | \| \| Hemiprocnidae \| \| \| \| \| \| Apodidae (rondini e rondoni) \| \| \| \| |
|  |                                                                                |
|  | Trochilidae (colibrì)                                                          |
|  |                                                                                |
|  | Hemiprocnidae                                                                  |
|  |                                                                                |
|  | Apodidae (rondini e rondoni)                                                   |
|  |                                                                                |

|  | Hemiprocnidae                |
|  |                              |
|  | Apodidae (rondini e rondoni) |
|  |                              |